# اللجنة الوطنية للهندسة والعلوم الباكستانية
اللجنة الوطنية للهندسة والعلم (NESCOM)
(بالأردوية: قومی ماموریت برائے مہندسی و سائنسی علوم)‏ هي شركة مقاولات دفاعية تمولها الحكومة الباكستانية وتقوم بتطوير وتصميم وبيع الأجهزة الدفاعية، بما في ذلك أنظمة الصواريخ والأسلحة. تم تمويلها وتشكيلها من قبل حكومة باكستان لتطوير إنتاجها المحلي من نظام الأسلحة.

## التنظيم
تم تنظيم اللجنة الوطنية للهندسة والعلوم الباكستانية في أقسام، حيث يرأس كل قسم عالم يضم من 600-1000 مهندس وفني يعملون تحت إشرافها.
يتم تجميع المنظمات التالية معًا تحت اللجنة الوطنية للهندسة والعلوم الباكستانية :
- مجمع التنمية الوطنية (NDC) - المسؤول عن تطوير الصواريخ الباليستية الأرضية التي تعمل بالوقود الصلب وأنظمة صواريخ كروز الباكستانية
- منظمة إدارة المشاريع (PMO) - المسؤولة عن تطوير صواريخ كروز التي تطلق من الأرض وغيرها من الذخائر أرض-جو وأرض-أرض.
- مجمع الأسلحة الجوية (AWC) - المسؤول عن تطوير صواريخ كروز التي تطلق من الجو وغيرها من الذخائر جو-جو وجو-أرض.
- مجمع التقنيات البحرية - مسؤول عن تطوير أنظمة الدفاع البحري بما في ذلك تصميم السفن والرادارات ومعدات السونار وأنظمة إطلاق الأسلحة.
- المجمع الوطني للإلكترونيات في باكستان (NECOP) - مجمع معلوماتي وإلكتروني يغطي المجالات الإلكترونية المدنية وتكنولوجيا المعلومات والدفاع [2]
- منظمة علوم وتكنولوجيا الدفاع (DESTO) - الدفاع البيولوجي الكيميائي، أنفاق الرياح [3]

## نطاقات البحث
- الفضاء الجوي
- الصواريخ والقذائف
- الالكترونيات والكهربائية والبصريات
- القيادة والسيطرة (C4ISR) والملاحة
- الذخيرة
- أنظمة الأراضي
- الأنظمة البحرية
- المواد والأنظمة الكيميائية
- الأوراق المالية السيبرانية